# 물망초 (1987년 영화)
"물망초"는 1987년에 개봉한 대한민국의 영화이다.

## 캐스팅
- 최재성 : 철수 역
- 이미경 : 영희 역
- 주용만 : 덕기 역
- 조주미 : 송 기자 역
- 김의상
- 남궁원
- 정혜선
- 윤양하
- 이순재